# Папа Јулије II
Папа Јулије II, право име Ђулијано дела Ровере (итал. Giuliano della Rovere; Албисола, 5. децембар 1443 — Рим, 21. фебруар 1513) био је папа од 1503. до1513. Имао је надимак Папа ратник или Застрашујући папа. Он је одабрао своје папско име не у част папе Јулија , већ као емулацију Јулија Цезара. Он је био један од најмоћнијих и најутицајнијих папа. Јулије II био је централна личност високе ренесансе и оставио је значајно културно и политичко наслеђе.
Направио је 1511. године Свету Лигу. Издао је декрет Si summus у коме је донео законе који спречавају симонију (куповање дужности у некој црквеној служби). У Ватикан је увео Швајцарску гарду.
Био је велики мецена ренесансне уметности. Током његовог понтификата папска држава постала центар уметности и културе. Окупио је у Риму велике уметнике: Рафаела, Микеланђела Буонаротија, Брамантеа и многе друге, а започео је зидање нове базилике светог Петра у Риму. По папиној наруџби Микеланђело Буонароти је осликао Сикстинску капелу, Рафаело његове приватне одаје, а Браманте реконструисао цркву Светог Петра у Ватикану. Проширио је територије папске државе, припајајући Болоњу и Перуђу 1506. године. У жељи да истисне стране владаре из Италије био је инцијатор оснивања Камбрејске лиге, 1508. године.

## Биографија
Ђулијано дела Ровере рођен је као син осиромашеног аристократа Рафаела дела Ровере и Теодоре Манерола, даме грчког порекла. Ђулијана је од најранијег детинства узео под своје окриље његов моћни стриц Франческо дела Ровере (каснији папа Сикст IV). Одгајен је међу фрањевцима у самостану Ла Перуз, али се није заредио, већ је остао лаик. Заредио се тек кад га је његов моћни стриц, који је у међувремену постао папа - поставио за бискупа Карпантре у француској Савоји 1471. На крају исте године његов моћни стриц поставио га је за кардинала 15. децембра, са титуларном римском црквом Сан Пјетро у Винколи. Уз помоћ Сикста IV био је бискуп у осам бискупија, између осталог и Авињону и Катанији.
Недуго након тога 1480. послан је као папински легат на француски двор код краља Луја XI, где је остао 4 године. Тамо му се родила ванбрачна кћи Фелис дела Ровере.
Унутар кардиналског колегијума Ђулијано је био на гласу као вођа опозиције против Александра Борџије који му се замерио још од избора за папу. Наиме на конклави за избор папе 11. августа 1492, у ужи избор ушла су три кардинала Родриго Борџија, Асканио Сфорца и Ђулијано дела Ровере. Након два круга неодлученог гласања, Борџија је поткупио Сфорзу да му препусти своје гласове и тако надгласао Ђулијана.

### Понтификат
Након смрти краткоживућег папе Пија III готово једногласно (37 од 38) изабран је за папу на конклави одржаној 31. октобра 1503, кад му је било готово 60 година. Он је успео да сачува апенинско полуострво од утицаја страних владара у време кад је оно било растрзано унутрашњим борбама између различитих војводстава.

### Политика
Одмах по преузимању трона Јулије II одлучно је кренуо у низ акција да врати моћ Папинске државе и цркве, која је била озбиљно пољуљана након папе Александра Борџије. На самом почетку ухапсио је Чезара Борџију и вратио под своју власт све територије којима је он владао. Након тог се окренуо против његових савезника Ђиан Паоло Баглионија из Перуђе, Ђиовани Бентивоглија из Болоње. 
Након што је их је успешно истерао из градова у којима су владали 1507, окренуо се против Млетачке републике, која је овладала градовима Римини и Фаенца који су дотад били делови Паапинске државе. Због тог је подстакао оснивање Камбрајске лиге, која је основана 10. децембра 1508, након што су тај пакт потписали Луј XII, краљ Француске и Максимилијан I Хабсбуршки и он. Лизи су се накнадно прикључили и Фернандо II од Арагона, Хенри VIII од Енглеске и чешки краљ Владислав II. Циљ те лиге је формално била борба против Османског царства, али у другом плану била је и борба против све јаче и агресивније Млетачке републике у Северној Италији. Након што им је преотео Римини и Фаенцу и потпуно истерао венецијанце из Ромање, француска војска тешко је поразила млетачку војску у Бици код Ањадела 16. маја 1509. 
Јулије II је шватио да је снажна француска војска највећа опасност за Апенински полуострво, због тог је обуставио непријатељства и потпуно неочекивано склопио пакт са њима и основао Свету лигу 4 октобра 1511, у коју су поред њих ушли и цар Светог римског царства Максимилијан , тадашњи савез швајцарских кантона, и арагонски краљ Фернандо . Њен политички циљ формално је био опет борба против Османског царства а у позадини истеривање Француза из Апенина. Французи су успели да победе коалицијске снаге Свете лиге код Равене, али су ипак истерани из северне Италије. Након тог је Папинска држава поново успева да повратити све градове и територије у свој састав.

### Швајцарска гарда
Јулије II познат је као оснивач Швајцарске гарде, војне јединице која се требала бринути за сигурност папа. Првих 150 плаћених војника стигли су у Рим 22. јануара 1506 из кантона Ури.